# Jajar (Kartoharjo)
Jajar is een bestuurslaag in het regentschap Magetan van de provincie Oost-Java, Indonesië. Jajar telt 1793 inwoners (volkstelling 2010).